# Stublenica
Stublenica (en serbe cyrillique : Стубленица) est un village de Serbie situé dans la municipalité d’Ub, district de Kolubara. Au recensement de 2011, il comptait 873 habitants.

## Démographie

### Évolution historique de la population
| 1948  | 1953  | 1961  | 1971  | 1981  | 1991 | 2002 | 2011 |
| ----- | ----- | ----- | ----- | ----- | ---- | ---- | ---- |
| 1 378 | 1 382 | 1 295 | 1 265 | 1 121 | 997  | 999  | 873  |

|  |